# Hyperolius watsonae
Hyperolius watsonae es una especie  de anfibios de la familia Hyperoliidae.

## Distribución geográfica
Es endémica del norte de la isla de Pemba (Tanzania).

## Estado de conservación
Se encuentra amenazada de extinción por la pérdida de su hábitat natural.